# The Beaches
The Beaches son una banda de rock originaria de Canadá, la cual fue formada en Toronto en 2013 por Jordan Miller (voz principal, bajo), Kylie Miller (guitarra, coros), Leandra Earl (teclados, guitarra, coros) y Eliza Enman-McDaniel (batería). El grupo publicó dos EPs titulados The Beaches (2013) y Heights (2014) antes de firmar un contrato con la discográfica Island Records . En 2017, lanzaron al mercado su álbum de debut Late Show, por el cual ganaron el Premio Juno 2018 al Grupo Revelación del Año. Tras su debut, editaron dos EPs más titulados The Professional (2019) y Future Lovers (2021). El álbum recopilatorio de 2022, titulado Sisters Not Twins (The Professional Lovers Album), incluía sus dos EP anteriores y ganó el premio Juno de ese año al Álbum de Rock del Año . Su segundo álbum de estudio Blame My Ex se lanzará de forma independiente el 15 de septiembre de 2023.

## Historia

### Formación y primeros EPs (2011-2016)

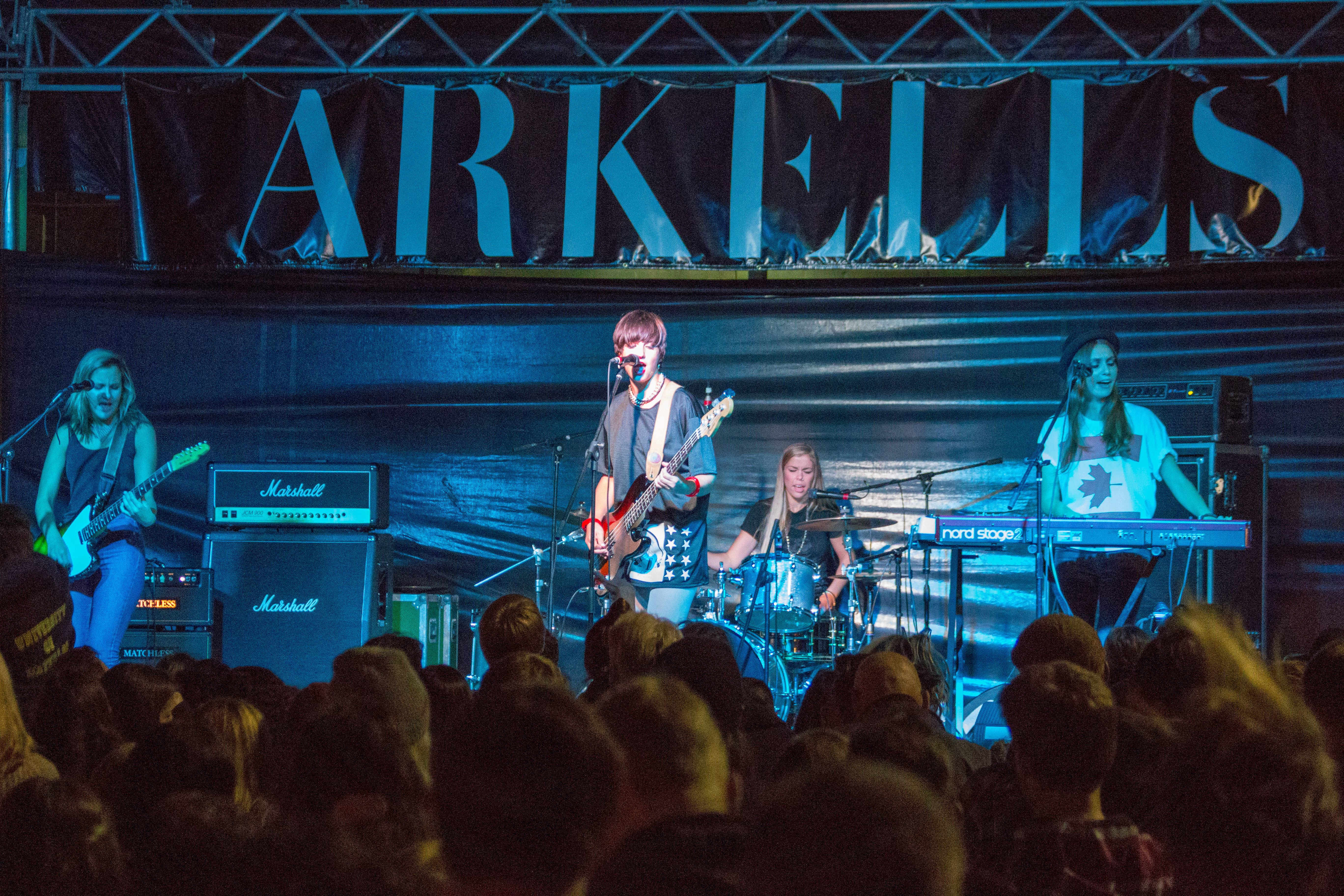
The Beaches actuando en septiembre de 2014

Al poco de comenzar su adolescencia, las hermanas Jordan y Kylie Miller se unieron a la baterista Eliza Enman-McDaniel y a la percusionista Megan Fitchett para crear el cuarteto de pop punk Done with Dolls en su ciudad natal de Toronto . La banda se fue de gira en 2011 como telonero de Allstar Weekend, e interpretó el tema principal de la comedia para adolescentes de Family Channel Really Me . En 2013, Fitchett abandonó el grupo, tras lo cual los miembros restantes reclutaron a la nueva guitarrista Leandra Earl (originaria del área de Little Italy, Toronto) y se rebautizaron como The Beaches en honor al barrio de Toronto donde crecieron las hermanas Miller y Enman-McDaniel. También, su sonido evolucionó a un estilo de rock más alternativo y lanzaron dos EP, The Beaches (2013) y Heights (2014), antes de firmar un contrato con la discográfica Island Records en 2016.

### Late Show(2017-2018)
The Beaches lanzó su álbum de debut , Late Show, en 2017. El álbum contó con la producción de Emily Haines y James Shaw de Metric y del cual se extrajeron dos sencillos: "Money" y "T-Shirt". Este último sencillo consiguió el puesto número 1 en la lista Billboard Canada Rock y fue Disco de Oro por Music Canada en 2021. La banda ganó el premio al Grupo Revelación del Año en los Premios Juno 2018 . Más adelante, ese año fueron nominadas al Premio SOCAN de Composición por su canción "Money".

### Los EPs The ProfessionalyFuture Lovers(2019-2022)
En 2019, The Beaches publicaron su tercer EP, The Professional , del que se extrajeron los sencillos "Fascination" y "Snake Tongue". Hicieron una gira por Canadá, como teloneras de The Glorious Sons y Passion Pit . Además fueron elegidas para abrir el concierto de los Rolling Stones en su único concierto canadiense de la gira No Filter en 2019 . Más adelante, tuvieron la oportunidad de actuar antes del partido que dio comienzo a la 107.ª Copa Grey en Calgary . Después anunciaron una gira en 2020 por Canadá, la cual se vio interrumpida debido a la pandemia de COVID-19 .
En 2021 publican en el mercado su cuarto EP, Future Lovers  del cual se extrajeron los sencillos "Let's Go" y "Blow Up". Éste constaba de canciones la cuales fueron escritas para el que iba a ser su segundo álbum. Además anunciaron la gira Future Lovers Tour 2022, que contó con 20 conciertos en todo Canadá y contó con The Blue Stones como invitados especiales. La banda incluyó el contenido de sus dos EP más recientes en un álbum recopilatorio llamado Sisters Not Twins (The Professional Lovers Album), que ganó el premio Juno al Álbum de Rock del Año en 2022. Tras este lanzamiento, la banda abandonó Island Records y publicó de manera independiente los sencillos "Grow Up Tomorrow", "Orpheus" y "My People".

### Blame My Ex(2023-actualidad)
The Beaches anunciaron que su segundo álbum, Blame My Ex, se lanzaría independientemente el 15 de septiembre de 2023. "Blame Brett", el primer sencillo del álbum, se publica el 5 de mayo de 2023. En 2023 la banda realiza un tour por Norteamérica, incluyendo una actuación en el festival Lollapalooza de ese año.

## Discografía

### Álbumes de estudio
- Late Show (2017)
- Blame My Ex (2023)

### Recopilaciones
- Sisters Not Twins (The Professional Lovers Album) (2022)

### EPs
- The Beaches (2013)
- Heights (2014)
- The Professional (2019)
- Itty Bitty Titty Committee
- Future Lovers (2021)

### Sencillos
| Título                                     | Año  | Álbum            |
| ------------------------------------------ | ---- | ---------------- |
| "Money"                                    | 2017 | Late Show        |
| "T-Shirt"                                  | 2018 | Late Show        |
| "Fascination"                              | 2018 | The Professional |
| "Snake Tongue"                             | 2019 | The Professional |
| "Want What You Got"                        | 2019 | The Professional |
| "Lame"                                     | 2020 | The Professional |
| "Let's Go"                                 | 2021 | Future Lovers    |
| "Blow Up"                                  | 2021 | Future Lovers    |
| "Grow Up Tomorrow"                         | 2022 | —                |
| "Orpheus"                                  | 2022 | —                |
| "My People"                                | 2022 | —                |
| "Everything is Boring"                     | 2023 | —                |
| "Blame Brett"                              | 2023 | Blame My Ex      |
| "Me & Me"                                  | 2023 | Blame My Ex      |
| "What Doesn't Kill You Makes You Paranoid" | 2023 | Blame My Ex      |

## Videos musicales
| Año  | Canción                                    | Director         |
| ---- | ------------------------------------------ | ---------------- |
| 2013 | "Loner"                                    | Michael Maxxis   |
| 2013 | "Absolutely Nothing"                       |                  |
| 2014 | "Little Pieces"                            | David Gillen     |
| 2014 | "Strange Love"                             | David Gillen     |
| 2016 | "Give It Up"                               | Samuel Gursky    |
| 2017 | "Late Show"                                |                  |
| 2017 | "Money"                                    | Mark Martin      |
| 2017 | "Gold"                                     |                  |
| 2018 | "T-Shirt"                                  | James Villeneuve |
| 2018 | "Highway 6"                                |                  |
| 2018 | "Moment"                                   | Ben Roberts      |
| 2018 | "Fascination"                              |                  |
| 2019 | "Snake Tongue"                             |                  |
| 2020 | "Lame"                                     | Alex P. Smith    |
| 2021 | "Blow Up"                                  | Alex P. Smith    |
| 2022 | "Grow Up Tomorrow"                         | Ievy Stamatov    |
| 2023 | "Blame Brett"                              | Ievy Stamatov    |
| 2023 | "What Doesn't Kill You Makes You Paranoid" | Ievy Stamatov    |

## Componentes
- Jordan Miller - voz principal, bajo (2013-actualidad)
- Kylie Miller - guitarra, coros (2013-actualidad)
- Leandra Earl - teclados, guitarra, coros (2013-actualidad)
- Eliza Enman-McDaniel - batería (2013-actualidad)